# Stagione luminosa
Stagione luminosa è un dipinto di Piero Giunni. Eseguito nel 1985, appartiene alle collezioni d'arte della Fondazione Cariplo.

## Descrizione
Il dipinto gioca su effetti materici e sull'accostamento di colori luminosi, e il paesaggio ne risulta appena abbozzato.

## Storia
L'opera venne esposta da Giunni in una sua mostra personale allestita alla Permanente di Milano nel 1990; in quell'occasione venne acquistata dalla Fondazione Cariplo. 